# Ajhuwa
Ajhuwa (ook wel gespeld als Ajuha) is een nagar panchayat (plaats) in het district Kaushambi van de Indiase staat Uttar Pradesh.

## Demografie
Volgens de Indiase volkstelling van 2001 wonen er 14.421 mensen in Ajhuwa, waarvan 52% mannelijk en 48% vrouwelijk is. De plaats heeft een alfabetiseringsgraad van 49%.